# Märta Byström
Märta Linnéa Byström (född Jonsson), född 13 juni 1908, död 28 december 1998, var en svensk operasångerska, sopran.
Byström studerade som Edvin Ruud-stipendiat 1926–1930 för C. Morales, John Forsell och Ellen Gulbranson. Hon debuterade 1930 på Kungliga Teatern som Irma i Charpentiers Louise och framträdde 1931 som Venus i Orfeus i underjorden. Under 1933–1936 innehade Byström Kristina Nilsson-stipendiet. De följande åren gjorde hon sig mest känd som konsertsångerska.